# Руденко, Леонид Анатольевич
Леони́д Анато́льевич Руде́нко (род. 16 июля 1985, Москва) — российский диджей, электронный музыкант и продюсер. Музыкальные пристрастия в плане диджеинга находятся в области стилей хаус, техно, транс, эмбиент и других.

## Биография
Заниматься музыкой Руденко начал с 12 лет. Музыкальные пристрастия были различны: «… меня вдохновляли и Богдан Титомир, и радио „Станция 106.8“ с The Chemical Brothers и Prodigy. Потом заболел трансом…».

## Карьера
Первым треком музыканта, выпущенным под настоящим именем, стала песня «Summerfish», записанная им в 2005—2006 годах. Летом 2006 года релиз сингла состоялся в Голландии, Франции и Японии. В общей сложности было продано более 6000 грампластинок, что сделало песню лидером продаж легальной танцевальной музыки в 2006 году. В июне 2007 года компания Nervous выпускает сингл в США.
В январе 2008 года на лейбле Egoiste (Германия) был издан сингл «Real Life» с вокалом Vicky Fee; выпущенная в том же году «Destination» стала первым изданным синглом в России. Последовавший за ними «Everybody» получил мировой успех; в Великобритании релиз сингла состоялся в феврале 2009 года, и ему удалось занять в UK Singles Chart 24 место.
Презентация дебютного альбома музыканта — пластинки Album, — состоялась 29 октября 2009 года. Портал «Мирмэджи» назвал диск «мутным и неинтересным», хотя «в плане звукорежиссуры, пластинка выполнена достойно».
Был приглашённым диджеем на церемонии открытия зимних Олимпийских игр 2014 в Сочи.

## Личная жизнь
С 2014 по 2015 год встречался с певицей Ириной Дубцовой.

## Дискография

### Студийные альбомы
- Album (2009)
- Everybody (2009)
- Parade of Nations (2014)

### Мини-альбом
- I’m on Top (2010)

### Синглы
- «Summerfish» (при участии Daniella) (2006)
- «Real Life» (при участии Vicky Fee) (2008)
- «Destination» (при участии Nicco) (2008)
- «Everybody» (2009)
- «Love Story» (2010)
- «I’m On Top» (при участии Adara) (2010)
- «Music» (2010)
- «Goodbye (Beautiful Eyes)» (2010)
- «Stranger» (2011)
- «Lost In Space» (2012)
- «Восточный экспресс» (совместно с Митей Фоминым) (2012)
- «Love Is A Crime» (2013) (совместно с Mishelle)
- «Нет, не надо» (при участии Жасмин) (2014)
- «Яблочко (Apple)» (2014)
- «Вспоминать» (совместно с Ириной Дубцовой) (2014)
- «Spirit Of The Past» (2015)
- «Wake Up» (при участии Manizha) (2016)
- «Растопи лёд» (совместно с Сашей Спилберг) (2016)
- «Oh Oh» (при участии VAD) (2016)
- «Мужчина не танцует» (сингл Иракли, при участии Леонида Руденко) (2016)
- «Москва-Нева» (совместно с Ириной Дубцовой) (2017)
- «Shake It» (совместно с Contro) (2017)
- «Гудбаймайлав» (2017)
- «Белая птица» (совместно с Жасмин) (2017)
- «Клетка» (при участии ЭММЫ М) (2018)
- «Go For The Gold» (2018)
- «Love & Lover» (при участии Alina Eremia и Dominique Young Unique) (2018)
- «Rain & Sun» (совместно с «АРИТМИЕЙ») (2019)
- «Люблю как умею» (совместно с Маши Вебер) (2019)
- «Зачем такая любовь?» (совместно с «АРИТМИЕЙ») (2020)
- «Не тусил» (совместно с «АРИТМИЕЙ») (2020)
- «Школьный медляк» (совместно с «АРИТМИЕЙ» и при участии Lazy Cat) (2020)
- «From Russia With Love» (2022)
- «Девочки» (совместно Ириной Дубцовой) (2022)
- «Понарошку» (совместно с Мари Краймбрери) (2022)

## Награды
- TOP 100 DJ России 2007 — 48 место
- TOP 100 DJ России 2008 — 23 место[7]
- TOP 100 DJ России 2009 — 23 место
- TOP 100 DJ России 2010 — 18 место